# Ludwig von Ellrichshausen
Wilhelm Julius Ludwig Freiherr von Ellrichshausen (* 17. April 1789 in Assumstadt; † 11. April 1832 in Hohenheim) war Rittergutsbesitzer und Direktor der land- und forstwirtschaftlichen Lehranstalt Hohenheim.

## Familie
Ludwig war der Sohn von Eberhard Ludwig Freiherr von Ellrichshausen (1749–1799) und dessen Ehefrau Philippine Freiin Schilling von Canstadt (1766–1837). Er heiratete am 17. Februar 1818 Wilhelmine Gräfin von Gronsfeld-Diepenbroick (1799–1858). Aus der Ehe gingen folgende Kinder hervor:
- Alfred (1819–1898) ⚭ 1855 Sophie Freiin von Malchus (1836–1881)
- Philippine (* 1819)
- Otto (* 1821)
- Ernst (1822–1867) ⚭ 1861 Klara von Oidtman (1839–1880)
- Karl (* 1823)
- Malvina (* 1826)
- Mathilde (* 1829)

## Leben
Ellrichshausen schuf auf seinem Gut in Assumstadt, das er ab 1813 selbst bewirtschaftete, vorbildliche land- und forstwirtschaftliche Verhältnisse. Unter anderem führte er die Vierfelderwirtschaft nach Norfolker Modell und 1821 den Brabanterpflug ein, vermehrte die Schafzucht und förderte die Käserei. 1828 gründete er in Assumstadt ein Lehrinstitut für Land- und Forstwirte, bevor er noch im selben Jahr als Nachfolger von Johann Nepomuk Hubert von Schwerz zum Leiter der land- und forstwirtschaftlichen Lehranstalt Hohenheim berufen wurde.
Er unterhielt auf seinem Gut in Assumstadt eine Werkstatt, um seine Neuerungen schnell und ohne viel Formalismus in der Praxis testen zu können. Dazu gehörte neben der „viereckigen Assumstädter Schaftraufe“ etwa der „einspännige Assumstädter Sturzkarren“, der sich nach dem Abkippen des Transportgutes automatisch wieder horizontal stellte, sobald das Pferd sich wieder in Bewegung setzte.

## Politik
Von 1825 bis 1831 war Ludwig von Ellrichshausen für die Ritterschaft des Neckarkreises Abgeordneter der zweiten Kammer des württembergischen Landtags.